# Санхар (озеро)
Санхар (Санхр, Санхра) — озеро карстового происхождения в Вязниковском районе Владимирской области.

## Расположение
Расположено в пределах Балахнинской низины в 22 км к северо-востоку от города Вязники, в северной части Клязьминско-Лухского заказника на землях обороны и безопасности Яропольского участкового лесничества Гороховецкого лесничества Министерства обороны Российской Федерации.

## Гидрологические особенности
Озеро Санхар относится к категории малых с площадью 119 га и максимальной глубиной 22 м.

## Гидрохимические особенности
Прозрачность воды в озере значительно варьируется в течение вегетационного сезона и достигают показателей 1,8 −3,5 м (по диску Секки). Её величина в значительной степени определяется цветностью воды, то есть по мере увеличения цветности снижается её прозрачность. В летний период в озере устанавливается устойчивая вертикальная температурная стратификация. На Санхаре слой температурного скачка (термоклин) наблюдается на глубине 5 м. Осенью в озере термоклин заглубляется на 2 м.
По величинам жёсткости озеро относится к водоёмам мягководного типа. По другим гидрохимическим характеристикам нейтральный Санхар выделяется высокой концентрацией кальция и гидрокарбонатов. По величине цветности воды (35 град.), Санхар относится к олигогумозным водоёмам, где его средневегетационные значения не превышали 50 град. По содержанию основных биогенных элементов (общий азот и общий фосфор) озеро относится к мезотрофному типу.

### Средние гидрохимические показатели
| Средние гидрохимические показатели | Средние гидрохимические показатели | Средние гидрохимические показатели | Средние гидрохимические показатели |
| ---------------------------------- | ---------------------------------- | ---------------------------------- | ---------------------------------- |
| Прозрачность, м                    | 2,5                                | Общий азот, мг/л                   | 0,620                              |
| Цветность, град                    | 34                                 | Аммоний-ион (N), мг/л              | 0,301                              |
| pH                                 | 7,62                               | Нитрит-ион (N), мг/л               | 0,008                              |
| Жёсткость, мгэкв/л                 | 0,86                               | Нитрат-ион (N), мг/л               | 0,449                              |
| Кальций, мг/л                      | 13,86                              | Железо общее, мг/л                 | 0,166                              |
| Магний, мг/л                       | 2,10                               | Сульфаты, мг/л                     | 3,01                               |
| Гидрокорбанаты, мг/л               | 71,89                              | Хлориды, мг/л                      | 1,76                               |
| Фосфат-ион, мг/л                   | 0,021                              | Взвешенные вещества, мг/л          | 0,49                               |
| Общий фосфор, мг/л                 | 0,072                              |                                    |                                    |

## Содержание тяжелых металлов в донных отложениях
Содержание ртути (Hg) в донных отложениях озера Санхар ниже пределов количественного обнаружения. Концентрация остальных элементов варьируется в достаточно широких пределах.
| Содержание тяжелых металлов в донных отложениях, мкг/г сухой массы | Содержание тяжелых металлов в донных отложениях, мкг/г сухой массы | Содержание тяжелых металлов в донных отложениях, мкг/г сухой массы | Содержание тяжелых металлов в донных отложениях, мкг/г сухой массы | Содержание тяжелых металлов в донных отложениях, мкг/г сухой массы |
| ------------------------------------------------------------------ | ------------------------------------------------------------------ | ------------------------------------------------------------------ | ------------------------------------------------------------------ | ------------------------------------------------------------------ |
|                                                                    | Медь (Cu)                                                          | Кадмий (Cd)                                                        | Свинец (Pb)                                                        | Цинк (Zn)                                                          |
| Санхар                                                             | 11,8                                                               | 1,9                                                                | 46,4                                                               | 75,6                                                               |
| Экологические нормативы (Нидерланды)                               | 35,0                                                               | 0,8                                                                | 85,0                                                               | 140,0                                                              |

## Инфраструктура
На северном берегу озера образован посёлок Санхар, а на западном деревня Поридово.

## Нормативно-правовой статус
Решением исполнительного комитета Владимирского областного Совета народных депутатов от 01.12.1980 года озеро признано памятником природы.
Постановлением Губернатора Владимирской обл. от 14.05.2012 № 480 памятник природы регионального значения «Озеро Санхар» реорганизован в государственный природный комплексный заказник регионального значения «Клязьминско-Лухский».

## Разрешённые места для отдыха
Комиссия по оценке состояния, развития и функционирования особо охраняемых природных территорий регионального значения утвердила 6 специально выделенных мест для отдыха на озере Санхар. Озеро Санхар расположено на территории государственного природного заказника регионального значения «Клязьминско-Лухский».

## Происхождение названия
Название возводится к языкам финно-угорских народов, поскольку относится к группе названий с формантом «-х»/«-хар» в малонаселённой местности на стыке Нижегородской, Ивановской и Владимирской областей (Палех, Пурех, Ландех, Лух, Санхар и др.)